# Jack Gwillim
Jack William Frederick Gwillim, dit Jack Gwillim, né le 15 décembre 1909 à Canterbury, près de Kent, en Angleterre, au (Royaume-Uni), et mort le 2 juillet 2001 à Los Angeles, en Californie, aux (États-Unis), est un acteur britannico-américain.

## Biographie
Après une première carrière de vingt ans (1926-1946) dans la Royal Navy, Jack Gwillim suit des cours d'art dramatique et débute comme acteur en 1950, au sein de la troupe du Shakespeare Memorial Theatre (alors dirigé par Anthony Quayle) à Stratford-upon-Avon. Il sera très actif au théâtre jusqu'en 1996, principalement à Londres, se consacrant notamment au répertoire de William Shakespeare, aux côtés de Claire Bloom, Richard Burton, Wendy Hiller, John Neville, Anthony Quayle et Ralph Richardson, entre autres. Il se produit également à plusieurs reprises aux États-Unis — où il s'installe en 1969 —, en particulier à Broadway (New York). Il joue la première fois sur les planches new-yorkaises d'octobre 1956 à janvier 1957, dans quatre pièces de Shakespeare (à l'occasion d'une tournée de l'Old Vic Theatre Company de Londres, dont il devient membre en 1955), et la dernière fois en 1988, dans Macbeth de Shakespeare. Dans l'intervalle, toujours à Broadway, il collabore à trois pièces (dont une avec Ingrid Bergman) et deux drames musicaux au cours des années 1970 et, en 1981, à une reprise de la comédie musicale My Fair Lady (il y interprète le colonel Pickering), avec Rex Harrison — voir la rubrique « Théâtre » ci-dessous —.
Au cinéma, Jack Gwillim contribue à seulement trente-quatre films (majoritairement britanniques, plus quelques films américains ou coproductions), disséminés entre 1956 et 2000, l'année précédant sa mort. Bon nombre de ces films sont bien connus (voir la filmographie ci-après) ; mentionnons le film de guerre américain Patton en 1970, où il personnifie le général (puis maréchal) Harold Alexander, et le film mythologique britannique Le Choc des Titans en 1981, où il est le dieu Poséidon.
Enfin, à la télévision, de 1955 à 1998, il apparaît dans trente-et-une séries (britanniques surtout, mais aussi américaines), ainsi que dans six téléfilms.

## Théâtre (sélection)
Pièces, sauf mention contraire

### En Angleterre
- 1951 : Henry V de William Shakespeare, mise en scène d'Anthony Quayle, avec Ian Bannen, Richard Burton, Hugh Griffith (Shakespeare Memorial Theatre, Stratford-upon-Avon)
- 1952 : Comme il vous plaira (As you Like it) de William Shakespeare, avec Laurence Harvey, Margaret Leighton ; Macbeth de William Shakespeare, mise en scène de John Gielgud, avec Ian Bannen, Laurence Harvey, Margaret Leighton, Ralph Richardson (Shakespeare Memorial Theatre, Stratford-upon-Avon)
- 1955-1956 : Henry V, avec Richard Burton ; Jules César (Julius Caesar), avec Rosemary Harris, Wendy Hiller, John Neville ; Macbeth ; Les Joyeuses Commères de Windsor (The Merry Wives of Windsor), avec Wendy Hiller ; Othello ou le Maure de Venise (Othello, the Moor of Venice), avec Richard Burton, Rosemary Harris, Wendy Hiller, John Neville ; Richard II, avec John Neville ; Roméo et Juliette (Romeo and Juliet), avec Claire Bloom, John Neville ; Troïlus et Cressida (Troilus and Cressida), mise en scène de Tyrone Guthrie, avec Rosemary Harris, Wendy Hiller, John Neville (pièces de William Shakespeare ; saison à l'Old Vic Theatre, Londres)
- 1957-1958 : Le Songe d'une nuit d'été (A Midsummer Night's Dream), avec Judi Dench, Ronald Fraser ; Le Roi Lear (King Lear), avec Judi Dench ; Henry VIII, avec Judi Dench, Edith Evans, Ronald Fraser, John Gielgud ; Henry VI, 1re et 2e parties, avec Judi Dench, Ronald Fraser ; Henry VI, 3e partie, avec Ronald Fraser ; Hamlet, avec Judi Dench, Ronald Fraser, John Neville (pièces de William Shakespeare ; saison à l'Old Vic Theatre, Londres)
- 1962 : Château en Suède (Castle in Sweden) de Françoise Sagan, adaptation avec Jill Bennett, Diane Cilento, Alec McCowen, Gary Raymond (Londres)
- 1964 : The Right Honourable Gentleman de Michael Bradley-Dyne, avec Anthony Quayle (Londres)
- 1966 : You never can tell de George Bernard Shaw, avec Ralph Richardson (Londres)
- 1967 : Le Marchand de Venise (The Merchant of Venice) de William Shakespeare, avec Ralph Richardson ; The Sacred Flame de William Somerset Maugham (Londres)
- 1996 : Conduct Unbecoming de Barry England (Theatre Royal, Bath)

### Aux États-Unis
À Broadway, sauf mention contraire
- 1956-1957 : Richard II, avec Claire Bloom, John Neville ; Roméo et Juliette (Romeo and Juliet), avec Claire Bloom, John Neville ; Macbeth, avec John Neville ; Troïlus et Cressida (Troilus and Cressida), mise en scène de Tyrone Guthrie, avec Rosemary Harris, John Neville (pièces de William Shakespeare ; tournée de l'Old Vic Theatre Company)
- 1971 : Ari, drame musical, musique de Walt Smith, lyrics et livret de Leon Uris, d'après son roman Exodus (adapté au cinéma en 1960)
- 1972 : Lost in the Stars, « tragédie musicale », musique, arrangements et orchestrations de Kurt Weill, lyrics et livret de Michael Anderson, d'après le roman Pleure, ô pays bien-aimé (Cry, the Beloved Country) d'Alan Paton, décors d'Oliver Smith, avec Giancarlo Esposito
- 1973-1974 : The Iceman Cometh d'Eugene O'Neill, avec James Earl Jones
- 1975 : The Constant Wife de William Somerset Maugham, mise en scène de John Gielgud, avec Ingrid Bergman
- 1977 : Roméo et Juliette (Romeo and Juliet) de William Shakespeare, avec Armand Assante, Ray Wise
- 1981 : My Fair Lady, comédie musicale, musique de Frederick Loewe, lyrics et livret d'Alan Jay Lerner, d'après la pièce Pygmalion de George Bernard Shaw, orchestrations de Robert Russell Bennett et Phil Lang, décors d'Oliver Smith, costumes de Cecil Beaton, avec Rex Harrison, Cathleen Nesbitt, Milo O'Shea
- 1988 : Macbeth de William Shakespeare, avec Glenda Jackson, Christopher Plummer
- 1995 : On Borrowed Time de Paul Osborn (Centennial Theatre Festival, Simsbury, Connecticut)

## Filmographie partielle

### Au cinéma
- 1956 : La Bataille du Rio de la Plata (The Battle of the River Plate) de Michael Powell et Emeric Pressburger
- 1957 : L'Évadé du camp 1 (The One That Got Away) de Roy Ward Baker
- 1959 : Aux frontières des Indes (Northwest Frontier) de J. Lee Thompson
- 1959 : Salomon et la Reine de Saba (Solomon and Sheba) de King Vidor
- 1960 : Le Cirque des horreurs (Circus of Horrors) de Sidney Hayers
- 1960 : Le Serment de Robin des Bois (Sword of Sherwood Forest) de Terence Fisher
- 1960 : Coulez le Bismarck ! (Sink the Bismarck !) de Lewis Gilbert
- 1960 : Oscar Wilde de Gregory Ratoff
- 1962 : Les Enfants du capitaine Grant (In Search of the Castaways) de Robert Stevenson
- 1962 : Lawrence d'Arabie (Lawrence of Arabia) de David Lean
- 1962 : L'Inspecteur (The Inspector) de Philip Dunne
- 1963 : The World Ten Times Over de Wolf Rilla
- 1963 : L'Odyssée du petit Sammy (Sammy Going South) d'Alexander Mackendrick
- 1963 : Jason et les Argonautes (Jason and the Argonauts) de Don Chaffey
- 1964 : Les Maléfices de la momie (The Curse of the Mummy's Tomb) de Michael Carreras
- 1965 : Opération Tonnerre (Thunderball) de Terence Young
- 1966 : Un homme pour l'éternité (A Man for All Seasons) de Fred Zinnemann
- 1966 : Ramdam à Rio (Se tutte le donne del mondo) d'Henry Levin et Arduino Maiuri
- 1967 : Casino Royale de Val Guest, ken Hughes, John Huston, Joseph McGrath et Robert Parrish
- 1969 : La Bataille d'Angleterre (Battle of Britain) de Guy Hamilton
- 1970 : Patton de Franklin J. Schaffner
- 1970 : Cromwell de Ken Hughes
- 1981 : Le Choc des Titans (Clash of the Titans) de Desmond Davis
- 1987 : The Monster Squad de Fred Dekker
- 1987 : Boire et Déboires (Blind Date) de Blake Edwards

### À la télévision (séries)
- 1962-1966 : Le Saint (The Saint), Saison 1, épisode 9 Le Pêcheur fatigué (The Effete Angler, 1962) d'Anthony Bushell ; Saison 5, épisode 5 Le Trésor du pirate (The Helpful Pirate, 1966) de Roy Ward Baker et épisode 11 Ultra secret (Paper Chase, 1966) de Leslie Norman
- 1965 : Destination Danger (Danger Man), Saison 2, épisode 14 Des hommes dangereux (Such Men are Dangerous) de Don Chaffey ; Saison 3, épisode 2 Le Livre noir (The Black Book) et épisode 7 Les Mercenaires (The Mercenaries) de Don Chaffey
- 1967 : Première série Chapeau melon et bottes de cuir (The Avengers), Saison 5, épisode 8 Le Tigre caché (The Hidden Tiger) de Sidney Hayers
- 1969 : Les Champions (The Champions), épisode 26 L'Espion (Full Circle) de John Gilling
- 1982-1983 : Frank, chasseur de fauves (Bring 'Em Back Alive), épisode 5 Pris à son propre piège (The Pied Piper, 1982) et épisode 15 L'Otage (The Hostage, 1983) de Paul Krasny
- 1984 : Les Enquêtes de Remington Steele (Remington Steele), Saison 2, épisode 18 Au pays des rêves (Dreams of Steele) de Don Weis
- 1985 : Matt Houston, Saison 3, épisode 19 Les Secrets de la compagnie (Company Secrets)
- 1991 : Gabriel Bird (Gabriel's Fire), Saison 1, épisode 18 A Prayer for the Goldsteins de Robert Lieberman